# NGC 940
NGC 940 è una galassia lenticolare situata nella costellazione del Triangolo, a una distanza di circa 235 milioni di anni luce dalla nostra Via Lattea.

## Scoperta
La galassia è stata scoperta il 26 settembre 1865 dall'astronomo prussiano Heinrich d'Arrest. La galassia è stata nuovamente osservata nel dicembre 1871 dall'astronomo francese Édouard Stephan e successivamente inserita nel New General Catalogue con la designazione NGC 952.

## Descrizione
NGC 940 presenta una larga riga a 21 cm dell'idrogeno neutro.

## Gruppo di NGC 940
NGC 940 è la galassia più brillante di un Gruppo di galassie che comprende circa otto membri e che porta il suo nome, il Gruppo di NGC 940. Oltre a NGC 940, le altre galassie del gruppo sono: NGC 931, UGC 1856, UGC 1963, UGC 2008, PGC 9400 e CGCG 504-97.
L'ultima componente del gruppo potrebbe essere PGC 212995. Si tratta di una piccola galassia situata a nord di NGC 931 a una distanza di 220 milioni di anni luce dalla nostra Via Lattea. Nelle immagini le due galassie sembrano in collisione, ma nessun sito ne fa cenno.